# Henry Moore
Henry Spencer Moore (Castleford, 30 juli 1898 – Much Hadham, 31 augustus 1986) was een Engelse beeldhouwer.
Henry Moore is bij het grote publiek met name bekend door zijn grote abstracte bronzen en marmeren sculpturen. Hij speelde een belangrijke rol bij het introduceren van een nieuwe vorm van modernisme in het Verenigd Koninkrijk. Zijn figuren zijn meestal abstracties van het menselijk lichaam. Veel van zijn beste werken vallen in de categorie: "moeder en kind" of "achteroverleunende figuren", behalve een korte fase in de jaren 50 toen hij zich toelegde op het uitbeelden van groepen personen.
Het werk van Moore wordt gekenmerkt door organische en natuurlijke vormen en geeft meestal een suggestieve benadering van de natuurlijke contouren van het (vrouwelijke) lichaam zonder figuratief te zijn. Moore voelde zich sterk verbonden met de natuur en hij haalde hier dan ook veel inspiratie uit. Zo verzamelde hij in zijn atelier allerlei voorwerpen zoals botten, stenen en drijfhout. De vormen van zijn latere abstracte sculpturen zijn vaak doorboord of bevatten holle ruimtes. Moore-kenners vergelijken de kronkels in zijn werk met het landschap en de heuvels van zijn geboortestreek Yorkshire. In de loop van zijn carrière werden zijn sculpturen steeds vaker in een stedelijke omgeving geplaatst. Moore maakte ook talrijke studies waarin hij zijn figuren combineerde met architectonische elementen zoals trappen, banken en muren; een voorbeeld hiervan is zijn "Wall Relief no. 1" voor het Bouwcentrum in Rotterdam.
In zijn latere leven ontwikkelde hij een talent om op grote schaal beelden te maken. Hierdoor kon hij meer opdrachten aannemen wat ertoe leidde dat hij een vermogend kunstenaar werd. Desondanks leefde hij zuinig en doneerde hij via de Henry Moore Foundation veel geld aan scholing en promotie van de schone kunsten.
Moore was bevriend met John Hedgecoe die hem en veel van zijn werken fotografeerde.

## Levensloop

### Jeugd
Moore werd geboren in Castleford, West Yorkshire, Engeland, als zevende van acht kinderen. Zijn ouders waren Mary Baker en Raymond Spencer Moore, een Ierse immigrant, die van mijnwerker opklom tot manager van de Wheldale kolenmijn in Castleford. Zijn vader was een autodidact met belangstelling voor muziek en literatuur. Vastbesloten dat zijn zoons niet in de mijnen zouden gaan werken, zag hij onderwijs aan een school, in plaats van thuis scholing, als "de weg" naar ontwikkeling. Moore volgde de lagere en middelbare school in Castleford, waar hij begon met het bewerken van klei en hout. Toen hij elf was besloot hij, na het zien van de creaties van de beeldhouwer Michelangelo, dat hij ook beeldhouwer wilde worden.
In datzelfde jaar merkte een leraar zijn talent op en zijn belangstelling voor de middeleeuwse beeldhouwkunst en steunde hem met een beurs voor de middelbare school in Castleford. Aan deze school hadden reeds verschillende broers en zussen van Henry onderwijs genoten. Zijn kunstlerares Alice Gostick was op de hoogte van alle kunstontwikkelingen in Europa en deelde haar kennis, over onder andere postimpressionisme en art nouveau, met haar leerlingen en verbreedde hiermee ook Moore's kennis van de kunsten. Mede dankzij haar aanmoedigingen was hij vastbesloten om als kunstenaar carrière te maken, te beginnen met het maken van een examen om een beurs te verkrijgen voor de lokale kunstacademie.
Ondanks eerdere beloftes waren zijn ouders er fel op tegen dat hij beeldhouwer zou worden, een beroep dat zij zagen als lichamelijke arbeid met weinig carrièreperspectieven. Zij zagen liever dat Moore in de voetsporen trad van zijn oudere zuster en onderwijzer zou worden. Na een korte stageperiode als student-leraar, werd Moore leraar aan de school in Castleford waar hij zelf les had gehad.
Op zijn achttiende werd Moore opgeroepen voor de militaire dienst. Moore was de jongste van zijn regiment, "The Prince of Wales's Own Civil Service Rifles regiment". In 1917 raakte hij gewond bij een gasaanval in de Slag bij Cambrai. Nadat hij was bijgekomen in het ziekenhuis zat hij de rest van de oorlog uit als trainingsinstructeur. In sterk contrast met veel van zijn landgenoten kwam Moore de oorlog grotendeels zonder problemen door.

### Begin als beeldhouwer
Na de oorlog ontving Moore als oud-militair een toelage om zijn opleiding te kunnen voortzetten. In 1919 werd hij de eerste student beeldhouwkunst aan het Leeds College of Art and Design; er werd speciaal voor hem een beeldhouwatelier opgezet. Hij raakte bevriend met medestudent Barbara Hepworth. Moore had toegang tot vele werken die in het bezit waren van de rector magnificus van de universiteit, Michael Ernest Sadler. In 1921 won Moore een studiebeurs voor het Royal College of Art in Londen. Hepworth was hem een jaar eerder al voorgegaan. Tijdens zijn verblijf in Londen vergrootte hij zijn kennis op het gebied van primitieve kunst en beeldhouwen door bestudering van de etnografische collecties van het Victoria and Albert Museum en het British Museum.

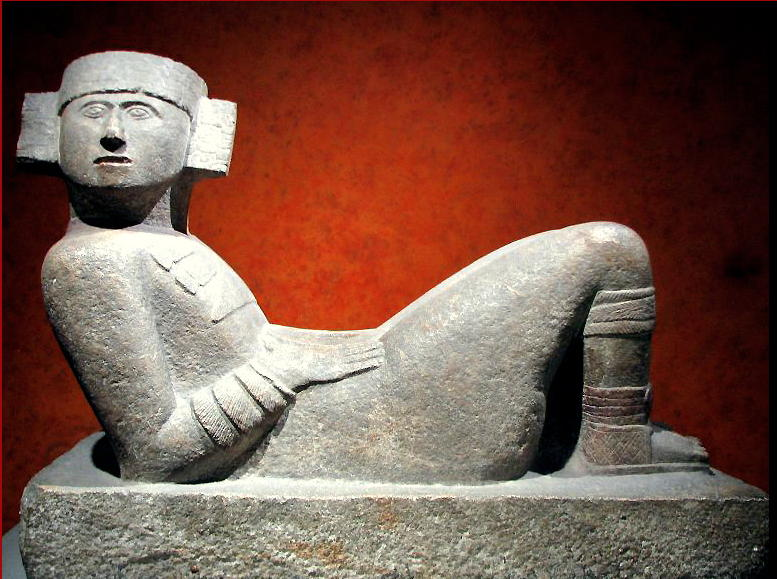
Een Chac-Mool-beeld dat Moore in het Louvre zag, heeft grote invloed op zijn werk gehad.

De eerste beelden van zowel Moore als Hepworth volgden nog de heersende, romantische stijl van het victoriaanse tijdperk met vormen uit de natuur, landschappen en figuratieve afbeeldingen van dieren. Later begon Moore zich ongemakkelijk te voelen bij deze, van de klassieken afgeleide, idealen. De latere vertrouwdheid van Moore met het primitivisme en de invloed van beeldhouwers zoals Constantin Brâncuși, Jacob Epstein en Frank Owen Dobson leidde hem naar het beeldhouwen met de taille directe-techniek, waarbij imperfecties van het materiaal en door het gereedschap achtergelaten sporen onderdeel worden van het uiteindelijke beeldhouwwerk.
Nadat hij zich deze techniek eigen had gemaakt, raakte hij steeds meer in conflict met zijn academische leraren, die weinig op hadden met de moderne manier van werken. Tijdens een les van zijn beeldhouwdocent Francis Derwent Wood aan het Royal College, werd aan Moore gevraagd om een kopie te maken in marmerreliëf van Rosselli's Maagd en kind. Eerst moest het reliëf gemodelleerd worden in modelgips, waarna het gereproduceerd moest worden in marmer door gebruik te maken van het punteerapparaat. In plaats hiervan beitelde hij het reliëf direct in het marmer en liet zelfs punten achter op het oppervlak, om de kenmerkende sporen van de punteertechniek te simuleren.
In 1922 reisde hij naar Parijs, waar hij musea bezocht en werken van Paul Cézanne bezichtigde. Moore was sterk verbonden met de natuur en begon vanaf 1922 objecten uit de natuur te verzamelen, zoals kiezelstenen, schedels, drijfhout en stenen. Zelf zei hij hierover:
In my opinion, everything, every shape, every bit of natural form, animals, people, pebbles, shells, anything you like are all things that can help you to make a sculpture.
In 1924 won hij, na het behalen van zijn diploma, een reisbeurs voor zes maanden naar Italië. Deze maanden bracht hij door in Noord-Italië, waar hij werken van Michelangelo, Giotto di Bondone, Giovanni Pisano en andere oude meesters bestudeerde. Gedurende deze periode bezocht hij weer Parijs, waar hij schetslessen nam aan de Académie Colarossi. Ook bewonderde hij in het Louvre een werk van de Tolteken-Maya, de "Chac mool". Dit achteroverleunende figuur zou een grote invloed hebben op zijn verdere werk en werd het primaire motief in veel van zijn sculpturen.

### De jaren in Hampstead

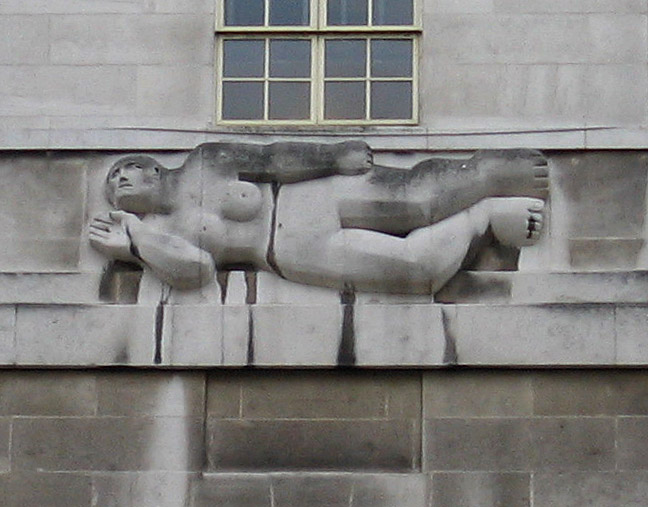
Reliëf West Wind (1928–29) gemaakt uit portlandsteen.

Terug in Londen nam hij voor een periode van zeven jaar een baan aan voor twee dagen in de week als leraar aan het Royal College. Dit gaf hem de gelegenheid tijd aan zijn beeldhouwwerk te besteden. Het jaar 1928 was een keerpunt voor Moores carrière, zijn uitzonderlijk talent werd eindelijk erkend en hij ontving zijn eerste publieke opdracht van Charles Holden; het reliëf West Wind (1928–29), een van de windrichtingen op de gevel van het hoofdkantoor van de London Underground op 55 Broadway in Londen. Hiervoor sloot hij zich aan bij het gezelschap van Eric Gill, die de leiding had over het project en de kunstenaars die hieraan meewerkten. In de vorm van Moores West Wind is duidelijk de invloed van Michelangelo's liggende figuren op de grafmonumenten in de nieuwe sacristie van de Sint-Laurensbasiliek in Florence te zien.
De andere reliëfs, twee per windrichting en dag & nacht, werden gemaakt door enkele tijdgenoten van Moore, te weten:
| - North Wind, A.H. Gerrard - North Wind, Eric Gill - East Wind, Eric Gill - East Wind, Allan Wyon | - South Wind, Eric Gill - South Wind, Eric Aumonier - West Wind, Samuel Rabinovich, de ander werd door Moore gemaakt - Day and Night, Jacob Epstein |

In 1926 betrok hij de Grove Studios en nam hij deel aan een tentoonstelling van meerdere kunstenaars (groepstentoonstelling) in de St George's Gallery in Londen. Ook maakte hij in dat jaar zijn eerste achteroverleunende figuur. In juli 1929 trouwde Moore met Irina Radetsky, een schilderes in opleiding, die studeerde aan het Royal College, waar Moore docent was. Irina werd in 1907 geboren in Kiev, haar ouders waren van origine Oekraïens-Pools. Haar vader overleefde de Russische Revolutie niet en haar moeder werd naar Parijs geëvacueerd. In Parijs hertrouwde haar moeder met een Britse legerofficier. Een jaar later werd Irina Parijs binnengesmokkeld en hier ging ze tot haar zestiende jaar naar school. Hierna werd ze naar de familie van haar stiefvader in Buckinghamshire (Engeland) gestuurd om bij hen te gaan wonen.
Vlak na hun huwelijk in 1929, verhuisde het paar naar een atelier in Hampstead en sloten zij zich aan bij een kleine avantgardistische kunstenaarskolonie, die zich daar had gevestigd. Kort hierna betrokken ook Hepworth en haar partner Ben Nicholson een atelier in dezelfde buurt in Hampstead. In deze buurt woonden ook nog Naum Gabo, Roland Penrose en de kunstcriticus Herbert Read, wat leidde tot een kruisbevruchting van ideeën. Read zou erover publiceren en hielp Moore hiermee aan bekendheid bij het grote publiek. De buurt was ook een tussenstop voor veel architecten en ontwerpers uit Europa. Deze waren op de vlucht geslagen door de opkomst van het nationaalsocialisme en waren op weg naar de Verenigde Staten. Later zouden enkele van hen ook werk van Moore aanschaffen.
In 1932 werd Moore hoofd van de beeldhouwafdeling van de Chelsea School of Art. Tussen 1930 en 1935 werd Moore tot lid verkozen door de Seven and Five Society, een club die van origine bestond uit zeven schilders en vijf beeldhouwers. Mede door hun frequente reizen naar Parijs en hun contacten met toonaangevende progressieve kunstenaars als Pablo Picasso, Georges Braque, Jean Arp en Alberto Giacometti werd het werk van Moore, Hepworth, John Piper en de andere leden van de Seven and Five Society steeds abstracter. Hierdoor gaven zij zichzelf dan ook een nieuwe naam; 7 & 5 abstract group. Moore sloot zich in 1933 aan bij de moderne kunst-beweging van Paul Nash, de "Unit One Group". In 1934 deed Moore mee aan de "Unit One" tentoonstelling in de "Mayor Gallery" in London. Moore werd steeds meer een gevestigde naam en in 1934 werd de eerste monografie over zijn werk door Herbert Read geschreven en gepubliceerd door de Zwemmer Gallery in Londen.
Moore en Nash zaten in het organiserende comité van de "International Surrealist Exhibition" van 1936 in Londen. In 1937 kocht Roland Penrose het abstracte stenen beeld Mother and Child en plaatste dit in de voortuin van zijn huis in Hampstead. Het werk was, door zijn vorm en abstractie, voor die tijd erg controversieel en buurtbewoners en pers begonnen een twee jaar durende campagne tegen het kunstwerk. In diezelfde periode veranderde Moore zijn werkwijze en stapte hij over van de taille directe naar het gieten in brons en modelleerde hij alleen nog zijn modellen in klei of gips. In 1928 nam Moore deel aan de internationale tentoonstelling voor abstracte kunst in het Stedelijk museum van Amsterdam. Tentoonstellingen van Moores werk, zijn contributie aan verschillende groepstentoonstellingen en internationale tentoonstellingen in de jaren 30 hielpen om zijn groeiende reputatie als kunstenaar te bevestigen.
In 1934 maakten hij en Irina hun enige reis naar Spanje en bezochten daar onder meer Altamira, Madrid, Toledo en Barcelona. Moore schonk in Spanje met name aandacht aan de grotten van Altamira, werken van El Greco in Toledo, het Museo del Prado in Madrid en het Museo Episcopal, met zijn 14e-eeuwse schilderijen en beelden, in Vic. Moore was zeer aangedaan door de uitbraak van de Spaanse Burgeroorlog en in 1936 tekende hij dan ook een manifest wat erop aandrong dat er een einde moest komen aan de non-interventie in de Spaanse burgeroorlog. Hij probeerde ook nog om naar de Republiek Spanje af te reizen met een delegatie van Britse kunstenaars en schrijvers, waaronder Auden en Spender. Maar hun verzoek om toestemming te krijgen voor hun reis werd afgewezen door de Britse overheid.
Aan deze vindingrijke en productieve periode kwam een einde door het uitbreken van de Tweede Wereldoorlog. De Chelsea School of Art evacueerde naar Northampton en Moore legde zijn werk als leraar neer. Gedurende de oorlog kreeg Moore de opdracht als oorlogskunstenaar te werken. Hij maakte krachtige tekeningen in schuilkelders ("Shelter Drawings") van Londenaren, die in de Londense ondergrondse schuilden tijdens de Duitse luchtaanvallen. Toen deze tekeningen in 1940 en 1941 werden getoond, kwam Moore onder de aandacht van het internationale publiek, dat de eigen gevoelens herkende in Moores tekeningen.
Hun huis in Hampstead werd in 1940 geraakt door een granaatscherf en Moore en Irina verhuisden naar een boerderij ("Hoglands") buiten Londen in het gehucht Perry Green vlak bij Much Hadham in Hertfordshire. Dit zou voor Moore de laatste woning annex atelier worden. Ondanks zijn latere rijkdom had Moore nooit de behoefte om naar een groter huis te verhuizen. Wel veranderde het huis enigszins door enkele aanpassingen aan de bijgebouwen en het atelier.
In 1942 bezocht hij de kolenmijn in Castleford waar zijn vader had gewerkt, om in opdracht van het War Artist Advisory Committee (WAAC) onder andere Schuilkeldertekeningen te maken. Ook trad hij in dat jaar toe tot de Britse kunstraad (het Art Panel of the Council for Encouragement of Music and the Arts, de latere Arts Council of Great Britain), waarbinnen hij van 1946 tot 1951 en van 1955 tot 1960 deel uitmaakte van de kunstcommissie van deze raad. Deze Britse kunstraad werd opgezet met het doel om de schone kunsten in Groot-Brittannië, en daarmee ook de Britse kunst, te bevorderen en te conserveren. De raad wordt financieel gesteund door de Britse overheid. In 1944 voltooide Moore zijn werk Madonna met Kind voor de St Matthewkerk in Northampton. Dit zou zijn eerste geklede figuur zijn, een traditioneler en toegankelijker werk dan wat hij tot dan toe had gemaakt.
In oktober 1945 ontving hij een eredoctoraat van de Universiteit van Leeds.

### De latere jaren

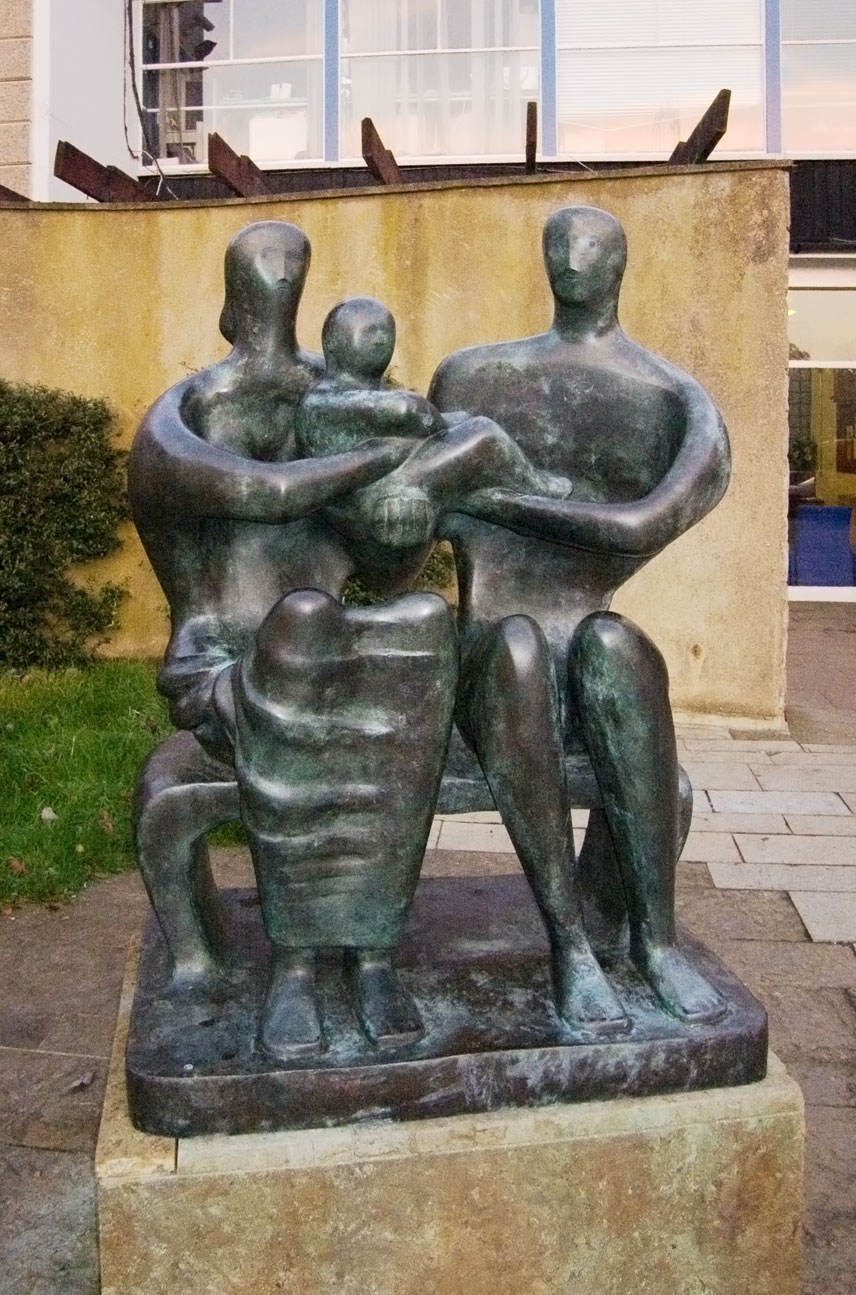
Family Group (1950) brons, Barclay School, Stevenage, Hertfordshire

Gedurende en na de oorlog werd het werk van Moore bekender en door het publiek aanvaard. Er waren nog steeds controverses, vooral door het abstracte karakter van zijn werk, maar Moore kreeg een reputatie als de officieuze stem van de Britse beeldhouwkunst. Het was een aanzienlijke verandering voor een avantgardistische beeldhouwer, die zich zowel met de abstracte kunst als met het surrealisme bezighield.
Na de oorlog beviel Irina, na enkele miskramen te hebben gehad, op 7 maart 1946 van dochter Mary Moore, vernoemd naar de moeder van Moore, die een paar jaar daarvoor was gestorven. Door het verlies van zijn moeder en de geboorte van zijn kind ging Moore zich meer op het thema "Familie" concentreren. Hij bracht dat tot uitdrukking in zijn werk met veel moeder en kind-composities, al bleef hij ook achteroverleunende figuren maken. In hetzelfde jaar bracht hij een eerste bezoek aan Amerika ter gelegenheid van een retrospectieve tentoonstelling van zijn werk in het Museum of Modern Art in New York. Kenneth Clark was een Brits kunsthistoricus en onder andere hoofd van de WAAC. Vanuit deze rol had hij Moore al eerder geholpen aan een baan als oorlogskunstenaar. Verder was hij net als Moore lid van de Arts Council of Great Britain en als liefhebber van het werk van Moore regelde hij, geholpen door zijn positie als voorzitter van deze kunstraad, verschillende tentoonstellingen en opdrachten voor Moore. In 1948 vertegenwoordigde Moore Groot-Brittannië op de Biënnale van Venetië en won er de prijs voor beeldhouwkunst. Het jaar daarop had Moore een expositie in het Wakefield Museum, die vervolgens naar Brussel, Parijs, Amsterdam (1950), Hamburg, Düsseldorf en Bern ging. In 1951 werd zijn werk getoond tijdens het Festival of Britain en werd hij uitgenodigd voor documenta 1 in Kassel.
Moores eerste grote bronssculptuur in de publieke ruimte was Family Group (1950). Het beeld staat bij de Barclay School, een middelbare school in Stevenage. Het ontwerp voor dit beeld had hij al eerder gemaakt voor onderwijzer Henry Morris. Deze probeerde het onderwijs te hervormen met het concept 'Village College'. Morris had Walter Gropius gevraagd als architect voor zijn tweede 'village college' in Impington vlak bij Cambridge, en hij wilde dat Moore een groot beeld voor de openbare ruimte zou ontwerpen. Het bestuur kon het ontwerp van Gropius niet volledig financieren en verkleinde het project. Gropius emigreerde in die tijd naar de Amerika. Door gebrek aan fondsen moest Morris de opdracht voor het beeldhouwwerk annuleren. Moore was nog niet verder gekomen dan een model van het object. Later kon hij het ontwerp gebruiken bij de vergelijkbare opdracht van de Barclay School.
In de jaren 50 ontving Moore steeds meer belangrijke en grote opdrachten, waaronder een opdracht in 1957 voor een achteroverleunende figuur voor het UNESCO-hoofdkantoor in Parijs. Door steeds meer publieke opdrachten, was hij gedwongen assistenten aan te nemen voor zijn atelier in Much Hadham. Twee van die assistenten waren Anthony Caro en Richard Wentworth.
In 1952 maakte Moore vier betonnen schermen voor het Time-life-gebouw in New Bond Street in Londen. Zijn eerste en enige bakstenen werk Wall Relief no. 1 maakte Moore in 1955 in opdracht voor het Bouwcentrum in Rotterdam, de architect voor het bouwcentrum was J.W.C. Boks. Het bakstenen reliëf is 8.4 meter hoog en 10 meter breed en werd door twee Nederlandse metselaars Cornelius Molendijk en G.W.J. Phillips met 16.000 bakstenen gemaakt. Het metselen besteedde Moore uit, omdat hij dit zelf niet kon en omdat volgens hem Nederlandse metselaars bekendstonden om hun vakmanschap. Sommige figuren zijn dieren met ogen en hoofden en gaven de metselaars de mogelijkheid om hun vakmanschap te tonen. Dit werk heeft in grote mate bijgedragen aan Moores denken over het evenwicht tussen beeldhouwkunst en architectuur (de muur als kunstobject) en neemt een unieke plaats in in zijn oeuvre.
Op de campus van de Universiteit van Chicago werd op 2 december 1967 het beeld Nuclear Energy onthuld. Dit omdat het precies 25 jaar geleden was dat hier de eerste gecontroleerde nucleaire kettingreactie had plaatsgevonden onder leiding van Enrico Fermi, ook wel bekend als het Manhattanproject. Het beeld staat voor de Regenstein bibliotheek op de locatie van het oorspronkelijke Stagg field-stadion. In de kelders van het stadion hadden in 1942 de experimenten plaatsgevonden in de eerste nucleaire reactor. Het beeld van Moore, dat in het midden van een groot open plein staat, doet denken aan een paddenstoelwolk met daarboven een menselijke schedel, al is dit niet de interpretatie van Moore. Hij vertelde eens aan een vriend, dat hij hoopte dat bezoekers het beeld van alle kanten zouden bekijken en dat, als ze door de open stukken zouden kijken, ze dan het gevoel zouden hebben in een kathedraal te zijn. In Chicago herdacht Moore ook de wetenschap met zijn beeld Man Enters the Cosmos (1980), dit als een eerbetoon aan het ruimtevaartprogramma.
Tegen het einde van de jaren 70 had Moore bijna 40 exposities per jaar. Het aantal opdrachten nam verder toe en hij voltooide in 1962 Knife Edge – Two Piece. Dit beeldhouwwerk stond voor het College Green vlak bij het Palace of Westminster in Londen.
Met het toenemen van zijn vermogen, begon Moore zich ook steeds meer zorgen te maken om zijn nalatenschap. Met hulp van zijn dochter Mary stichtte hij in 1972 de Henry Moore Trust om zijn bezit van successierechten te vrijwaren. Rond 1977 betaalde hij bijna één miljoen pond per jaar aan inkomstenbelasting en om deze belastingdruk te verlichten, zette hij de Henry Moore Foundation op, als een geregistreerd goed doel, met Irina en Mary als bestuurders van deze stichting. De stichting werd opgezet ter promotie van de schone kunsten en om het beeldhouwwerk van Moore te conserveren. Nu exploiteert de stichting Moores laatste huis en atelier, Hoglands, als een kunstgalerie en museum.
In 1951 wees Moore het Ridderschap (Knighthood) af, omdat hij vond dat dit zou leiden tot de perceptie dat hij een gevestigd kunstenaar zou zijn. Moore ontving in 1955 de Companion of Honour en in 1963 de Order of Merit. Hij was commissaris van zowel de National Gallery als de Tate Gallery. Zijn voorstel om een vleugel van de Tate Gallery te wijden aan zijn beeldhouwwerken wekte vijandigheid onder enkele kunstenaars op. In 1975 werd Moore de eerste president van de Turner Stichting; deze stichting was opgezet om een apart museum op te zetten waar het gehele Turner legaat bij elkaar geplaatst kon worden. Hier werd echter geen medewerking aan verleend door de National Gallery en de Tate Gallery. In 1987 is er uiteindelijk wel een galerie (Clore Gallery) gekomen waar het werk van Turner tentoongesteld wordt.
In 1974 schonk Moore meer dan 200 beelden, tekeningen en een complete collectie van schetsen aan de Art Gallery of Ontario. Meer dan dertig belangrijke stukken en één andere collectie van schetsen ging in 1978 naar de Tate Gallery in Londen. Andere giften bestonden uit tekeningen voor het British Museum en schetsen voor het Victoria and Albert Museum en het British Council in Londen.
Een paar jaar voor zijn dood liet Moore zijn landgoed, studio's, huizen, archieven en collectie van werken na aan de beheerders van de Henry Moore Foundation. In 1980 legde Moore ook de eerste steen voor het Henry Moore Institute in Leeds.
Henry Moore stierf op 31 augustus 1986 op 88-jarige leeftijd in zijn huis in Much Hadam. De pers, die in de beginjaren nog hard voor hem was, prees hem nu voor wat hij had bereikt. De Daily Telegraph schreef zelfs
Since the death of Sir Winston Churchill, Henry Moore has been the most internationally acclaimed of Englishmen, honoured by every civilized country in the world
Op 15 december 2005 werd een bronzen beeld ter waarde van 3 miljoen Engelse pond van de binnenplaats van de Henry Moore Foundation gestolen. Het werk uit 1969-79, ook wel bekend als Reclining Figure LH608, is 3,6 meter lang, 2 meter hoog en 2 meter breed, en weegt 2,1 ton. Een hoge beloning is door de stichting uitgeloofd voor informatie die kan leiden tot terugkrijgen van het beeld. Men vreest evenwel, dat het kunstwerk is gestolen om te verhandelen (omgesmolten) als schroot.

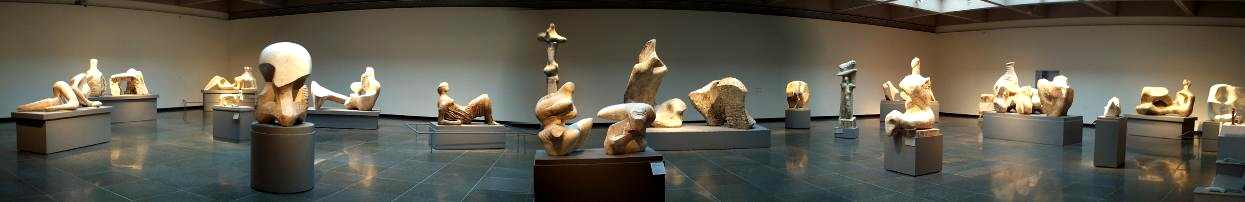
De Art Gallery of Ontario bezit de grootste publieke collectie van werken van Henry Moore in de wereld.

## Stijl

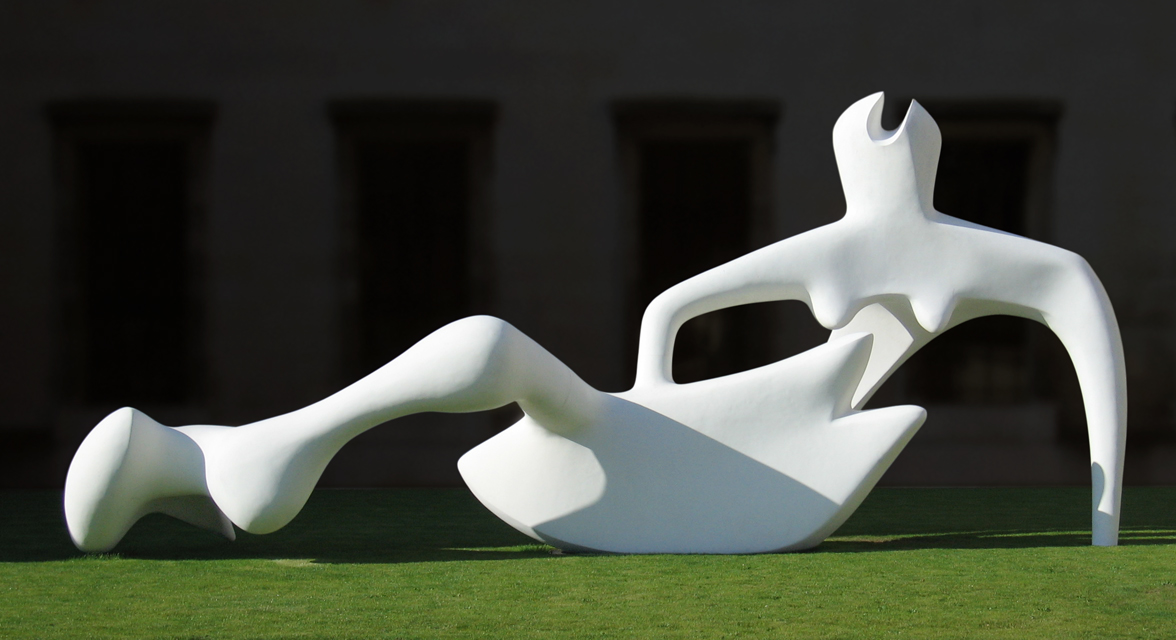
Het geschilderde, gipsen beeld Reclining Figure (1951) bij het Fitzwilliam Museum in Cambridge, is karakteristiek voor zijn latere abstracte werken.

De nasleep van de Tweede Wereldoorlog, de Holocaust en het tijdperk van de atoombom waren elementen die terugkwamen in de thematiek van zijn werken uit het midden van de jaren 40. Moores gevoel, dat Engeland ongeslagen uit de strijd zou komen, leidde ertoe dat hij zich meer ging richten op werken die werden gekenmerkt door duurzaamheid en continuïteit.

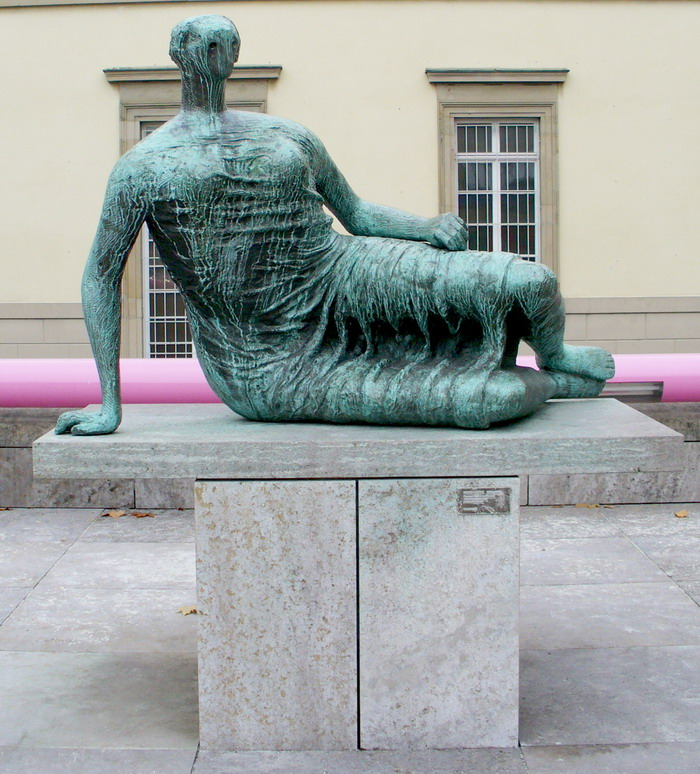
Moores bronzen beeld "Die Liegende" (Draped Reclining Woman 1957-58) in Stuttgart is typerend voor zijn eerste achteroverleunende figuren

De kenmerkende vorm van Moore is de achteroverleunende figuur, beïnvloed door de Chac-Mool die hij had gezien in het Louvre. Moore gaf als uitleg voor het veelvuldig gebruik van deze vorm dat deze hem leidde naar het gebruik van abstractie, experimenterend met de elementen van het ontwerp (onder andere houding van figuur, ledematen, hoofd, uitdrukking, lijnenspel). De eerste achteroverleunende figuren, zoals Draped Reclining Woman, zijn nog vrij massief en compact en bovendien nog goed als menselijke gedaantes te herkennen. Latere beelden, zoals Reclining Figure, zijn veel slanker en - mede door het gebruik van holtes, bollingen en gaten - luchtiger van vorm en wijken sterk af van hoe het menselijke figuur er werkelijk uitziet; deze ontwikkeling laat zien dat Moore abstracter ging werken.
De vroege figuren zijn op een conventionele manier doorboord, er werd ruimte gecreëerd tussen of in de ledematen van het lichaam. De latere, meer abstracte figuren zijn vaak direct doorboord met ruimtes door de figuur heen. Hiermee verkende en veranderde Moore de concave (hol) en convexe (bol-)vormen van de figuur. Moore en Barbara Hepworth gebruiken en ontwikkelen tegelijk deze extremere doorboringen in hun werk.
Aan het eind van de jaren 40 produceerde Moore veel beelden door gebruik te maken van mallen en werkte hij de vorm direct uit in klei of gips, voordat hij overging tot het gieten met behulp van de cire perdue-techniek. Voor zijn grotere werken maakte hij vaak modellen op schaal, voordat hij begon aan de definitieve mal en het gieten in de bronsgieterij. Vaak verfijnde Moore de definitieve volledige gipsvorm nog en voegde kleine details toe aan het oppervlak, voordat hij overging tot het gieten.
Moore maakte gedurende zijn carrière ten minste drie betekenisvolle sculpturen met architectonische elementen. In 1928 nam hij zijn eerste publieke opdracht aan voor West Wind (Londen), in 1952 maakte hij vier betonnen schermen voor het Time Life-gebouw (Londen) en in 1955 maakte hij zijn eerste en enige bakstenen werk, Wall Relief no. 1 te Rotterdam.

## Invloed

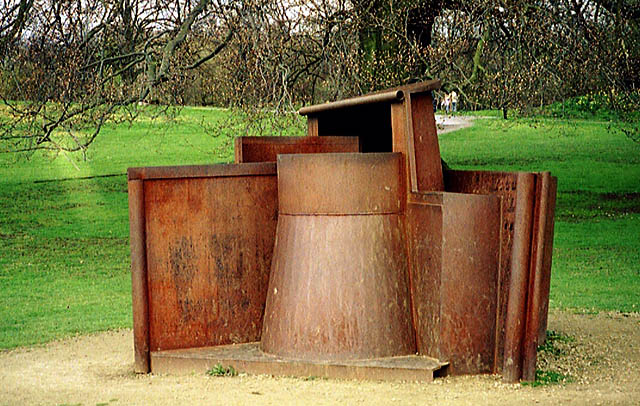
Anthony Caro, Dream City (1996), cortenstaal, in het Yorkshire Sculpture Park.

Aan het eind van de jaren 30 van de 20e eeuw was Moore een wereldwijde beroemdheid. Hij was een van de meest toonaangevende kunstenaars van de Britse beeldhouwkunst en in het bijzonder van het Britse modernisme. De volgende generatie beeldhouwers werd continu met hem vergeleken en reageerde daarop door zijn invloed, positie en resultaten in twijfel te trekken. Zo produceerden acht jonge Britse beeldhouwers voor de Biënnale van Venetië van 1952 hun eigen Geometry of Fear-kunstwerken. Dit als een direct contrast met de idealen achter Moores idee van 'duurzaamheid' en 'continuïteit'.
De werken van de acht Britse beeldhouwers verwezen naar agressie, plundering, frustratie en gevangenschap, terwijl Moores werken juist verwezen naar duurzaamheid en continuïteit. De kunstcriticus Herbert Read zag een rechtstreekse verbinding en continuïteit tussen deze nieuwe jonge beeldhouwers en Moore. Maar in feite werden ze gedreven door de behoefte om een nieuw begin in de kunst te vinden.
Moore had een grote invloed op verschillende generaties beeldhouwers met zowel een Britse als een internationale reputatie. Onder deze kunstenaars bevinden zich Anthony Caro, Phillip King en Isaac Witkin die alle drie assistent van Moore zijn geweest.
Andere kunstenaars wier werk ook door Moore beïnvloed werd, zijn: Lynn Chadwick, Eduardo Paolozzi, Bernard Meadows, Reg Butler, William Turnbull, Robert Adams, Kenneth Armitage, en Geoffrey Clarke.
Enkele Nederlandse en Belgische kunstenaars wier werk door Moore is beïnvloed:
- Dirk Mooij[52]
- Lubertus Jacobus van Swaanswijk[53]
- Fons Schobbers[54]
- Cees Broehs[55]
- Chris Steenbergen[56]

## Musea en beeldenparken
De werken van Henry Moore zijn in veel musea en beeldenparken te zien, onder andere in:
Nederland & België:
- Beeldenpark van het Kröller-Müller Museum, Otterlo
- Gemeentemuseum Den Haag, Den Haag
- Koninklijke Musea voor Schone Kunsten van België, Brussel
- Kunsthal, Rotterdam
- Museum voor Moderne Kunst Arnhem, Arnhem
- Middelheimmuseum, Antwerpen
- Rijksmuseum Amsterdam, Amsterdam[57]

Overige:
- Henry Moore Sculpture Perry Green in Perry Green/Much Hadham in Hertfordshire
- Fine Arts Museums of San Francisco
- Guggenheim Museum en het Metropolitan Museum of Art, New York
- National Gallery of Scotland, Edinburgh
- National Gallery of Art, Washington D.C.
- National Gallery of Australia, Canberra
- National Gallery of Canada, Ottawa
- Art Gallery of Ontario in Toronto
- Beeldenpark van het Lehmbruck-Museum, Duisburg
- Beeldenpark van de Pinakotheken München
- Donald M. Kendall Sculpture Gardens, Purchase (Westchester County, staat New York)

## Fotogalerij

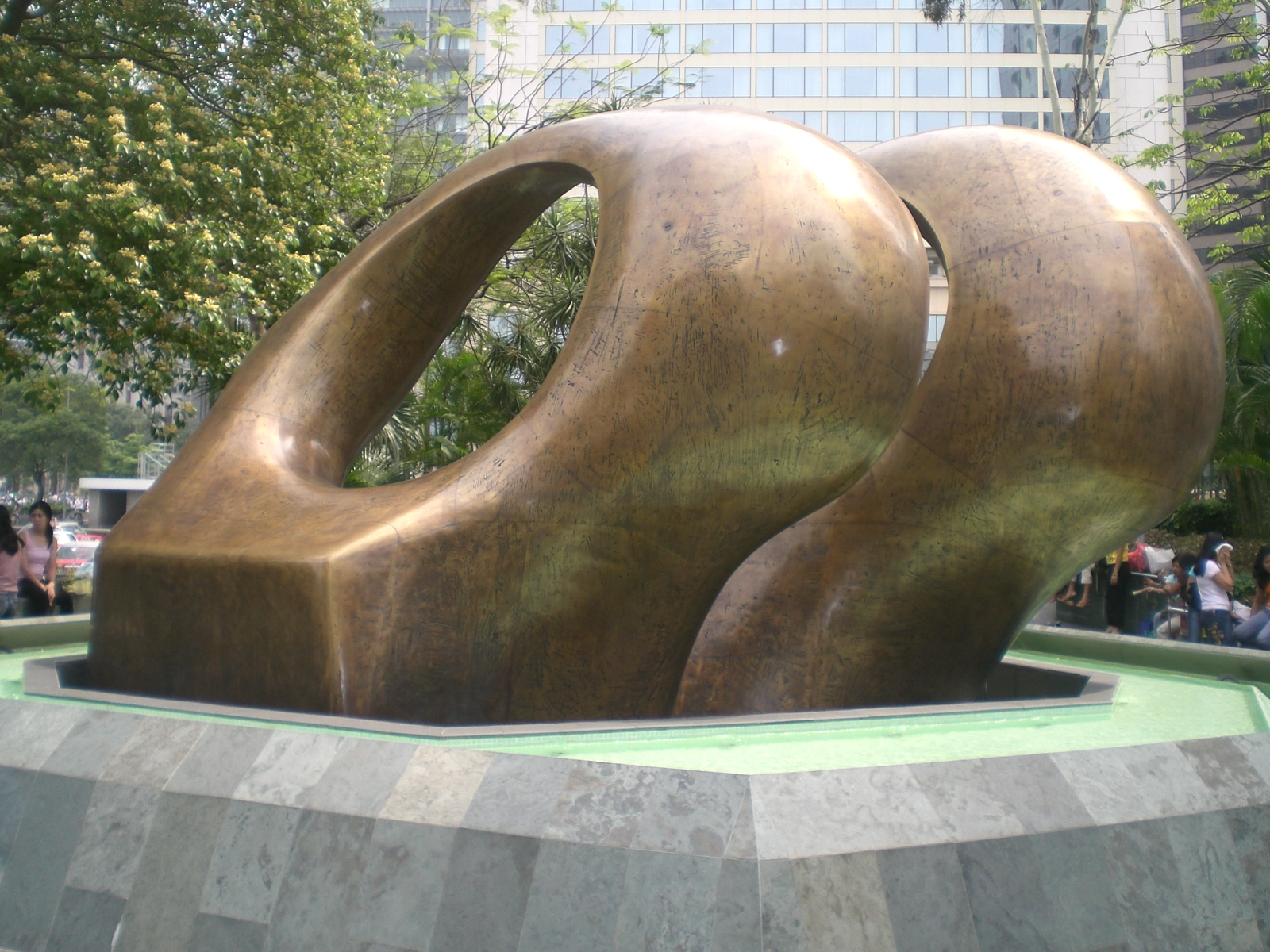
Double Oval (1977) - brons -, in de HK Connaught Garden in Hongkong
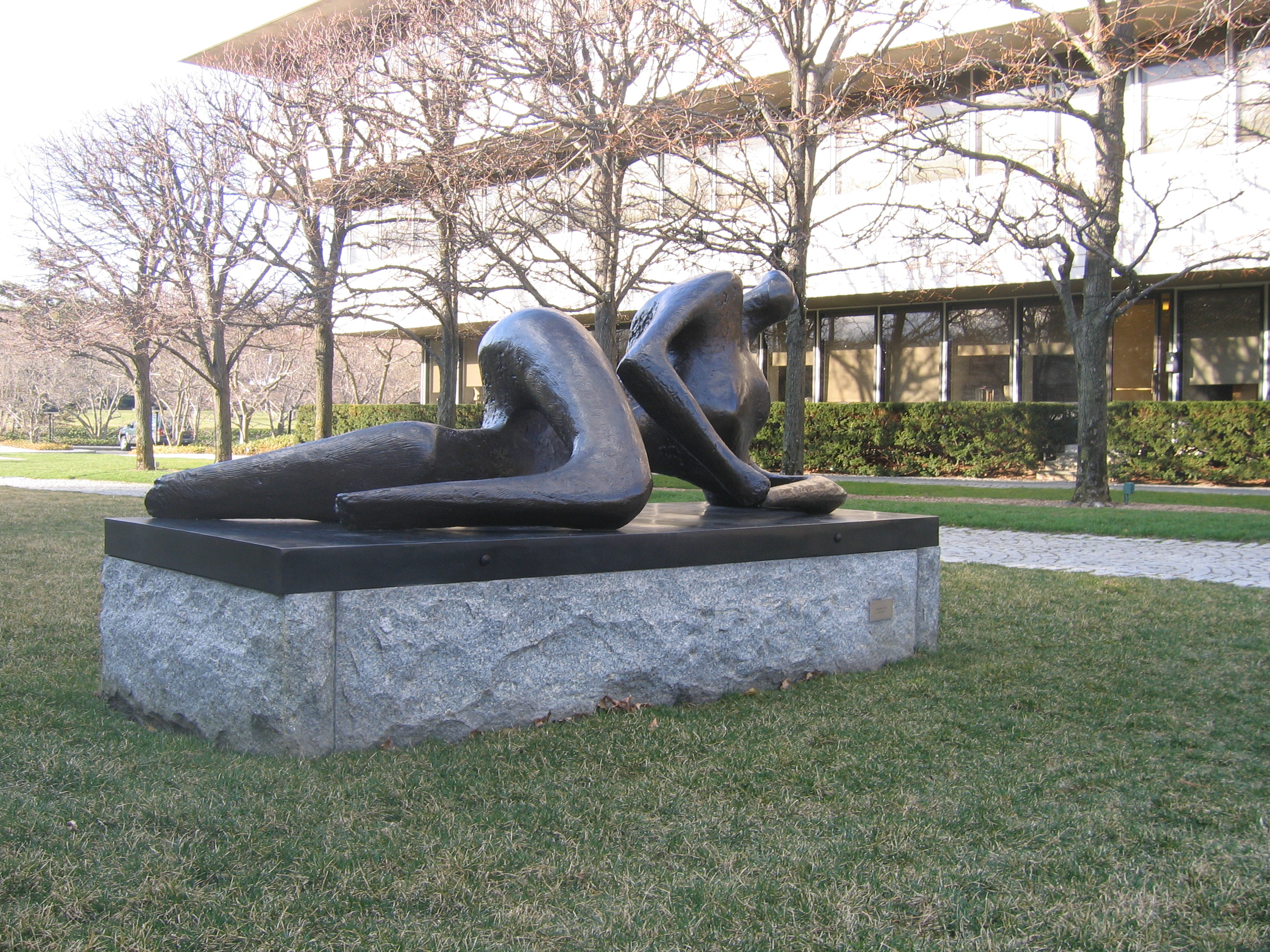
Reclining woman (19??) - brons -, in de Donald M. Kendall Sculpture Gardens bij het PepsiCo hoofdkantoor in Purchase (New York)
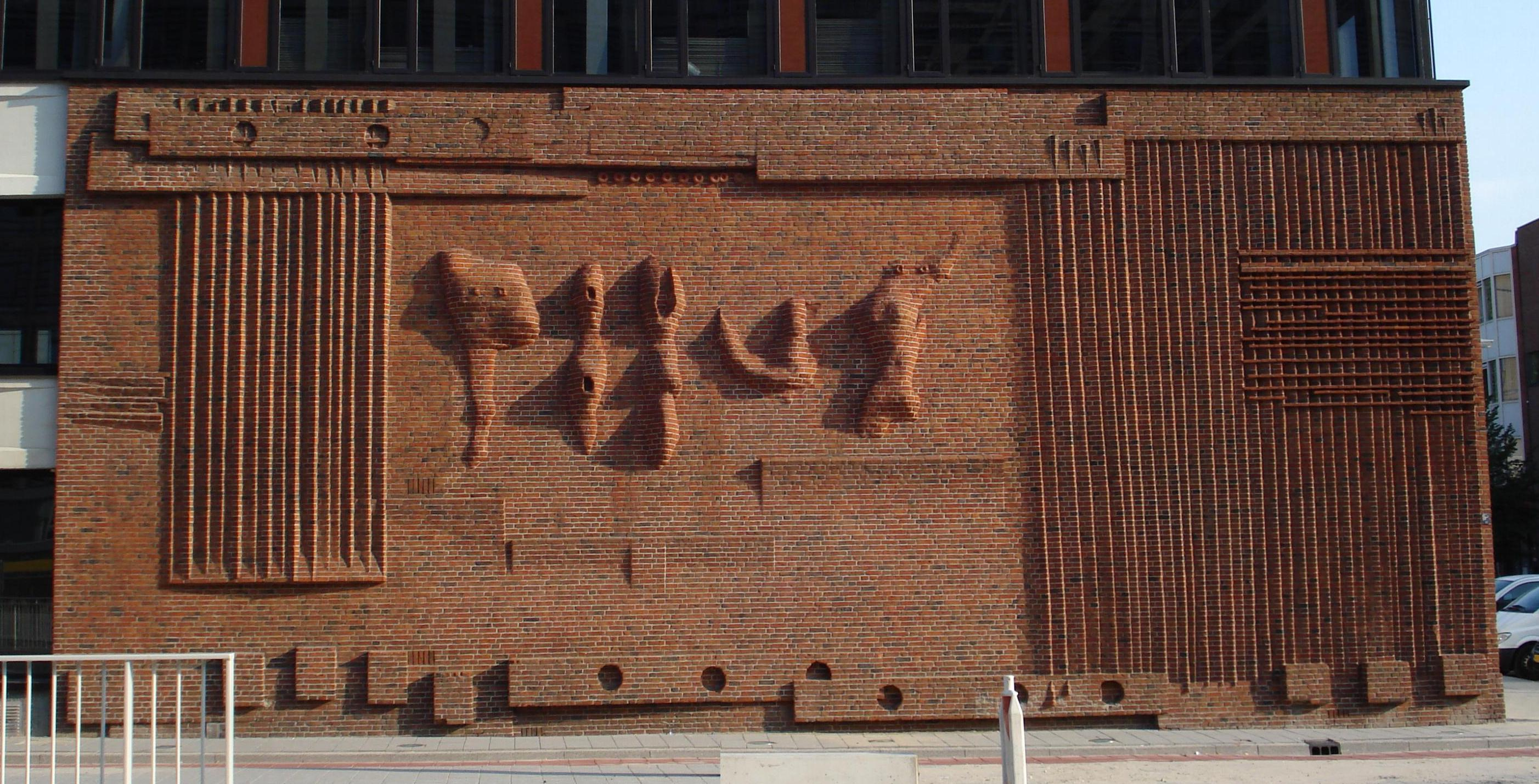
Wall Relief no. 1 (1955) - baksteen -, bij het "Bouwcentrum" in Rotterdam
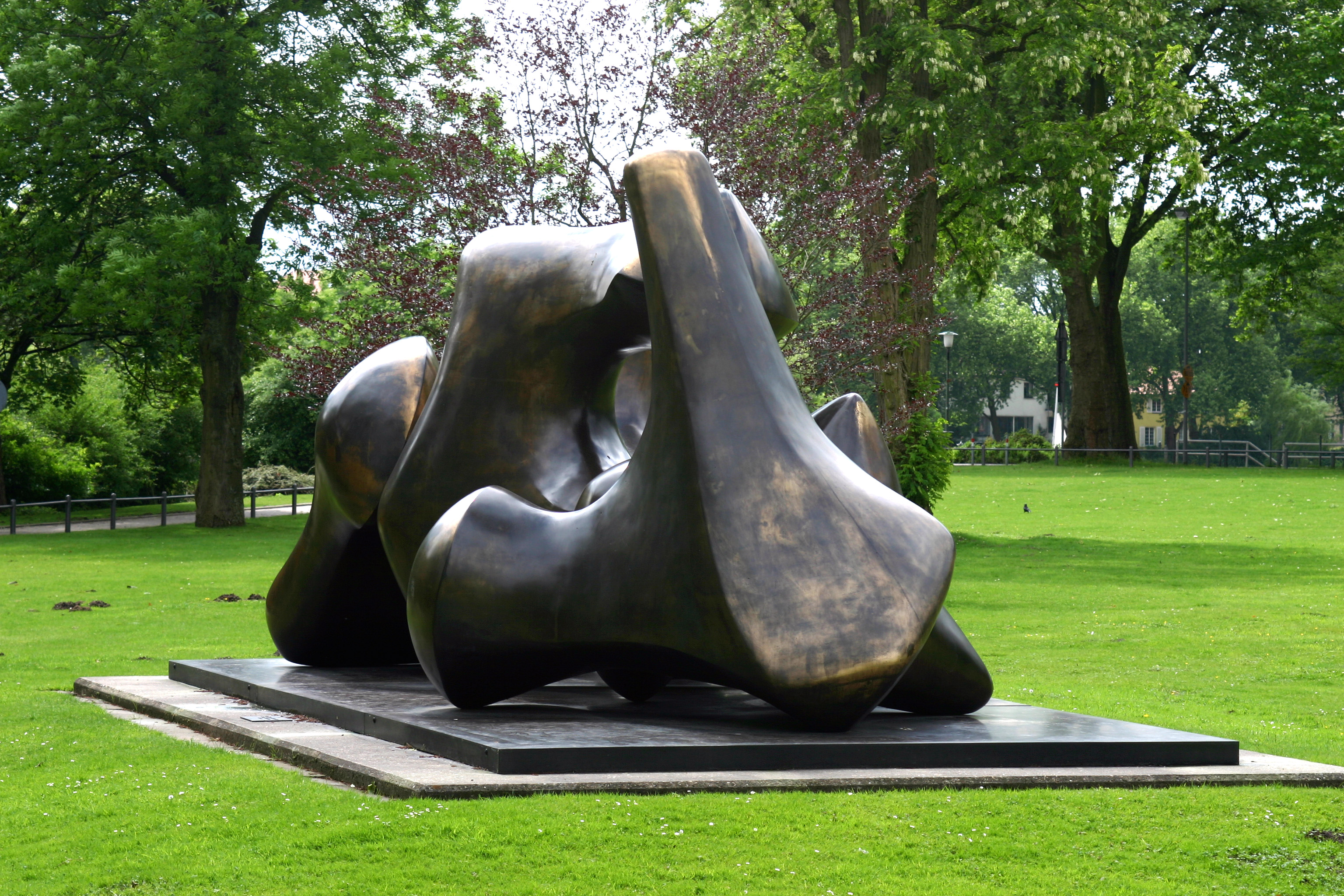
Large Vertebrae (1967-1968) - brons -, Himmelreichallee in Münster in Duitsland
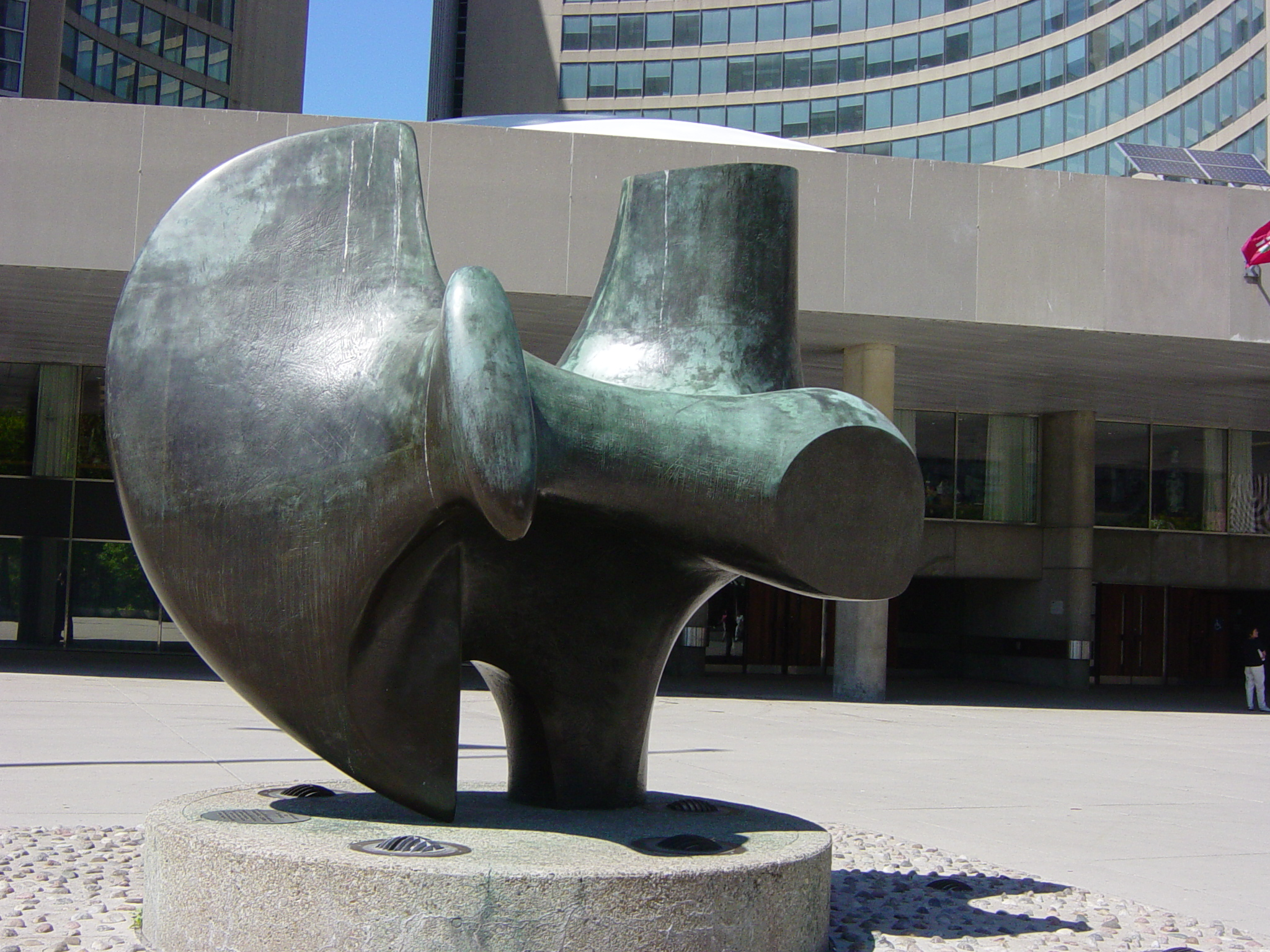
Three Way Piece No. 2 (The Archer) (1964-1965) - brons -, bij het stadhuis van Toronto
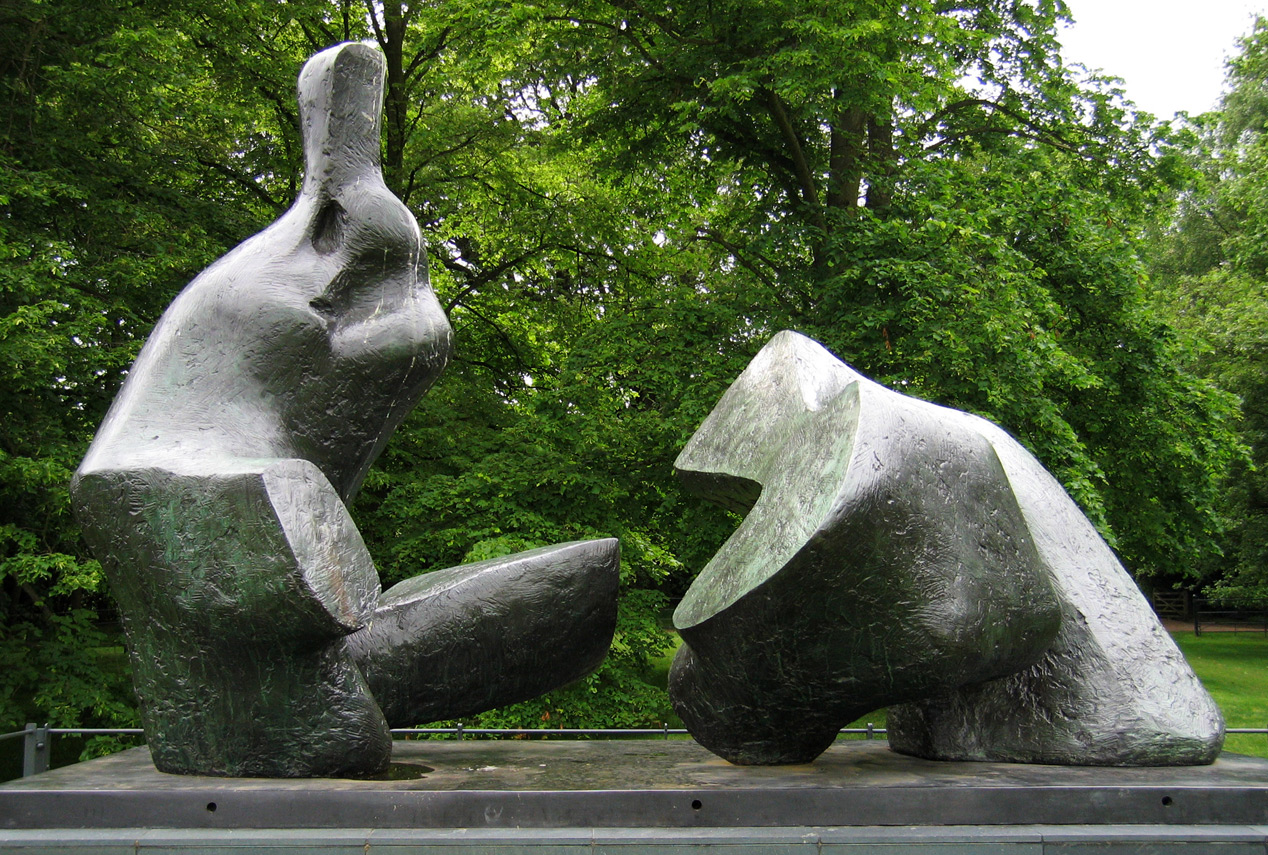
Two Piece Reclining Figure No. 5 (1963-1964) - brons -, in Kenwood House and Garden in Londen
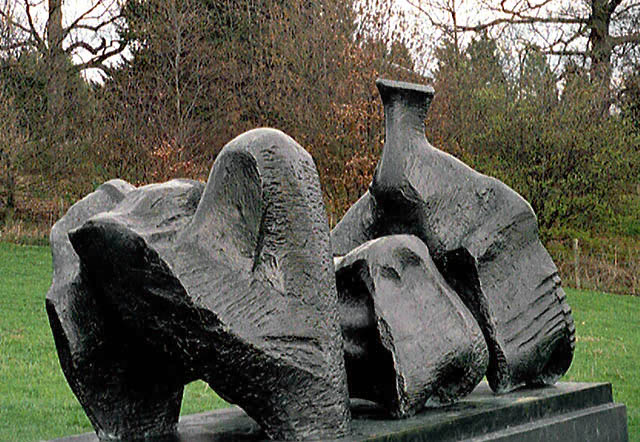
Three Piece Reclining figure No.1 (1961) - brons -, in het Yorkshire Sculpture Park
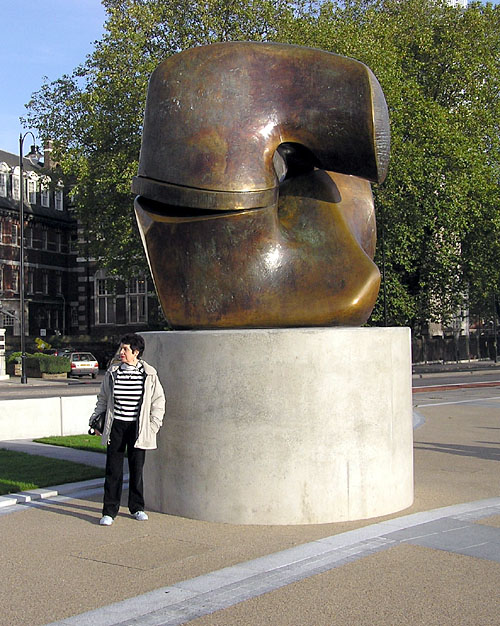
Locking Piece (1963) - brons -, in Millbank vlak bij Tate Britain
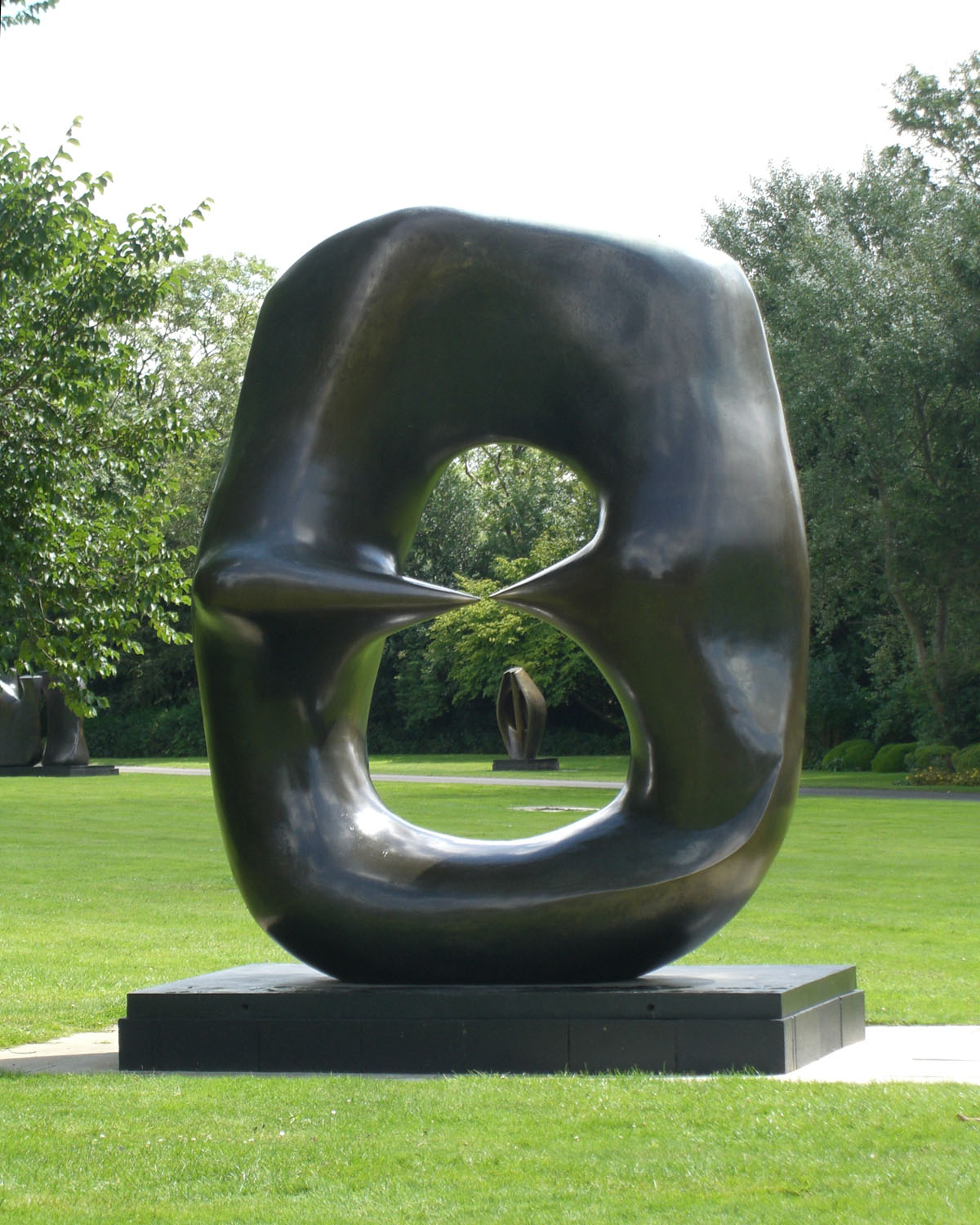
Oval with Points (1968-1970) - brons -, bij de Henry Moore Foundation, in Hertfordshire
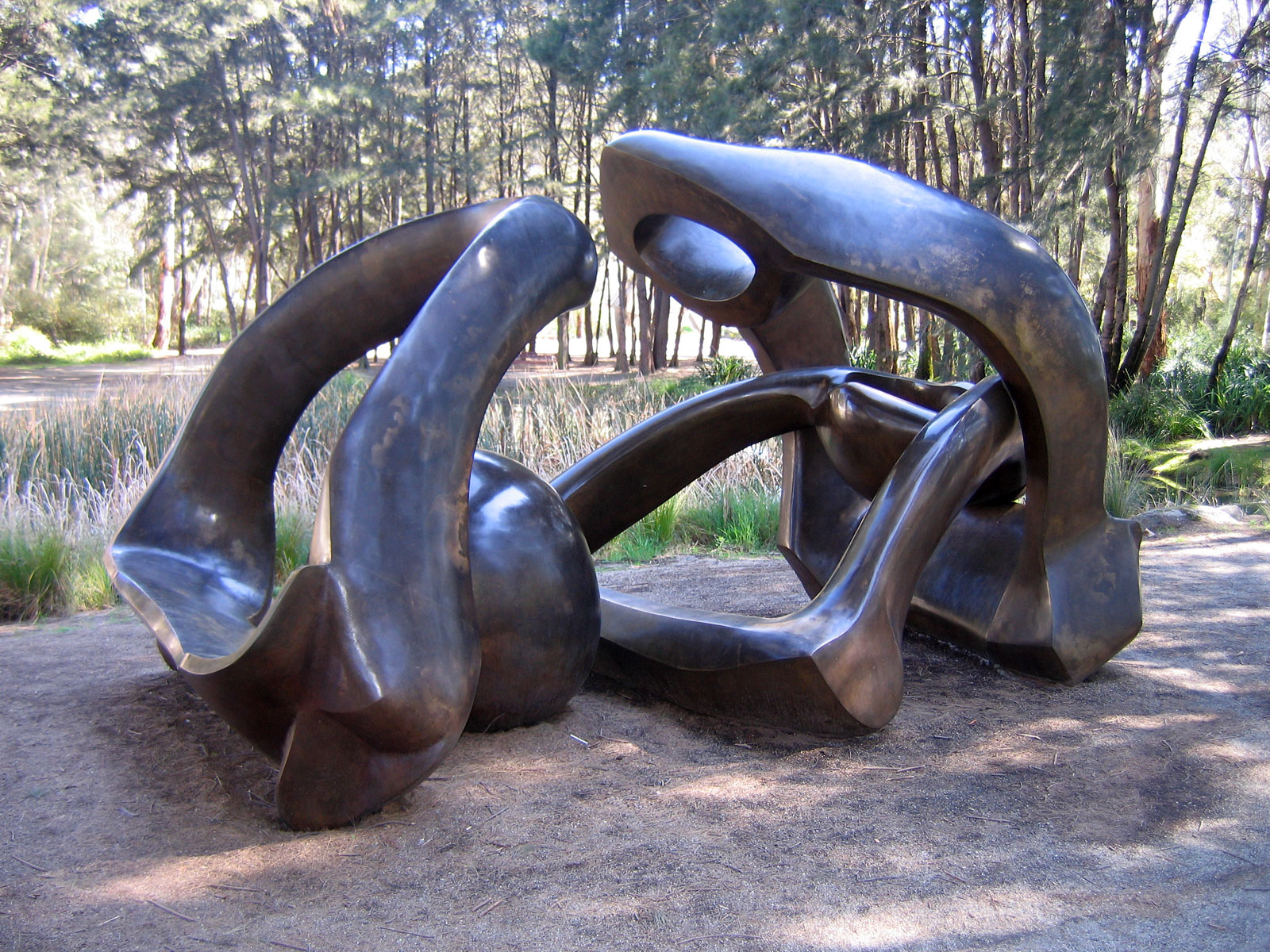
Hill Arches (1972-1973) - brons -, in de National Gallery of Australia